# Semiothisa lutescens
Semiothisa lutescens là một loài bướm đêm trong họ Geometridae.